# Ngoulemakong (Mengang)
Pour les articles homonymes, voir Ngoulemakong (homonymie).
Ngoulemakong ou Ngoulmekong est un village du Cameroun, situé dans l'arrondissement (commune) de Mengang, le département du Nyong-et-Mfoumou et la région du Centre.

## Population
En 1961, Ngoulemakong comptait 122 habitants, principalement des Yengono. Lors du recensement de 2005, on y a dénombré 336 personnes.